# 元秀蓮
元秀蓮（韓語：원수연，1961年1月12日—）韓國漫畫家。其作品浪漫滿屋曾被翻拍為同名電視劇，由宋慧教、Rain、韓銀貞、金聖洙主演，另一部從2009年2月透過網路開始連載的作品瑪麗外宿中被南韓媒體於台灣時間2010年8月24日上午指出將改編為電視劇，由張根碩、文瑾瑩、金在旭、金孝珍演出。

## 經歷
出道處女作品為短篇漫畫《被著影子的下午》

## 作品列表
- 浪漫滿屋 全16冊
- 愛情戰線 全1冊
- 彩虹滿屋
- 純愛1/2
- Let Dai
- 瑪麗外宿中
- 禁忌的悸動